# Ронченьо-Терме
Ронченьо-Терме (італ. Roncegno Terme) — муніципалітет в Італії, у регіоні Трентіно-Альто-Адідже,  провінція Тренто.
Ронченьо-Терме розташоване на відстані близько 470 км на північ від Рима, 23 км на схід від Тренто.
Населення — 2889 осіб (2014).

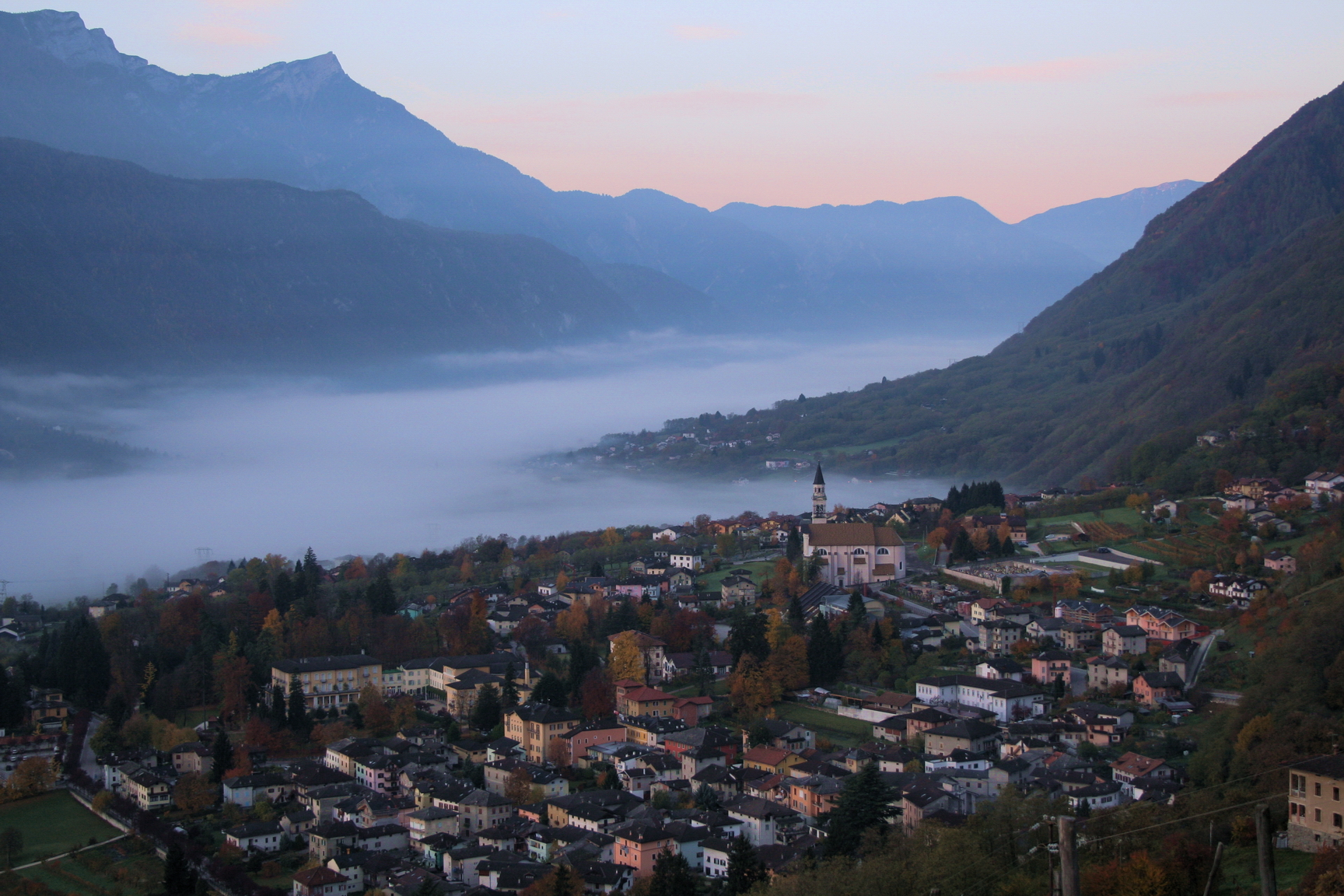

Щорічний фестиваль відбувається 29 червня. Покровитель — Петро (апостол).

## Демографія
Населення за роками:

Станом на 1 січня 2023 року в муніципалітеті офіційно проживало 125 іноземців з 32 країн, серед них 45 громадян країн Євросоюзу та 4 громадяни України.

## Сусідні муніципалітети
- Борго-Вальсугана
- Фієроццо
- Фрассілонго
- Новаледо
- Ронкі-Вальсугана
- Торченьйо